# سلاح الجو اللاتفي
سلاح الجو اللاتفي (اللاتفية: Latvijas Gaisa spēki)، (بالإنجليزية: Latvian Air Force)‏، هي فرع الطيران في القوات المسلحة اللاتفية.
تم إنشاء أولى وحدات القوات الجوية (AF)، في عام 1992. وهي ليس لديها قدرة قتالية جوية، وبالتالي فإن الدفاع عن المجال الجوي اللاتيفي، يتولاه الناتو، بالتناوب مع مفارز من أربع طائرات إلى ليتوانيا على أربع فترات شهريا (انظر شرطة البلطيق الجوية [الإنجليزية]).

## التاريخ
تأسست القوات الجوية اللاتفية، لأول مرة حرب الاستقلال اللاتفية.
في 7 يونيو 1919، تم تشكيل مجموعة جوية بقيادة الملازم أول «الفريد فاليكا». كانت الطائرات الأولى هي البلشفية السابقة: Nieuport 24bis و Sopwith 1½ Strutter، وكلاهما تم الاستيلاء عليه من القوات الألمانية.
طاروا لأول مرة، في 5 أغسطس 1919، وأنجزوا أول مهمة قصف في 26 أغسطس 1919.
من سبتمبر، كان لدى سلاح الجو ثلاث طائرات، وشارك في القتال ضد الألمان، والجيش الأبيض الروسي.
تم الاستيلاء على 7-8 طائرات أخرى، وإصلاحها بعد هزيمة القوات الروسية الألمانية، وتم استلام 7 طائرات سوبويث كاميل و 3 Sopwith 1ith Strutters من البريطانيين في ديسمبر 1919.
نفذت القوات الجوية لاتفيا 69 مهمة، خلال حرب الاستقلال. في السنوات التي أعقبت ذلك، تمت إضافة العديد من الطائرات إلى المخزون، وتم تغيير اسم المجموعة الجوية في النهاية، إلى فوج الطيران في عام 1926.
كان الإنجاز المثير للاهتمام للطيران البحري اللاتفي رحلة 6000 كم إلى إنجلترا والعودة، بواسطة ثلاث طائرات عائمة من نوع «فیری سیل»، في عام 1936.

## طائرات في سلاح الجو
| الطائرات                   | الأصل            | نوع            | إصدارات           | في خدمة |
| -------------------------- | ---------------- | -------------- | ----------------- | ------- |
| أنتونوف AN-2 كولت          | الاتحاد السوفيتي | نقل            | AN-2              | 4       |
| عسكري من طراز Mi-2 Hoplite | بولندا           | خدمة مروحية    | طراز Mi-2         | 3       |
| أغستا A109                 | إيطاليا          | مراقبة         | أغستا 109E الطاقة | 2       |
| عسكري MI-8 HIP             | روسيا            | البحث والإنقاذ | MI-8MTV-1         | 4       |
| بيه زد إل-104 ويلقا        | بولندا           | اتصال          | PZL-104           | 4       |